# Lijst van voetbalinterlands Brazilië - Kroatië
Deze lijst van voetbalinterlands is een overzicht van alle officiële voetbalwedstrijden tussen de nationale teams van Brazilië en Kroatië. De landen hebben tot op heden vijf keer tegen elkaar gespeeld. De eerste ontmoeting, een vriendschappelijke wedstrijd, werd gespeeld in Split op 17 augustus 2005. De laatste confrontatie, een kwartfinale tijdens het Wereldkampioenschap voetbal 2022, vond plaats op 9 december 2022 in Ar Rayyan (Qatar).

## Wedstrijden

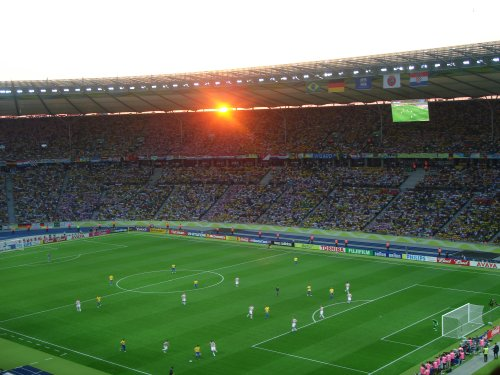
Brazilië en Kroatië in 2006 op het Wereldkampioenschap

| № | Plaats    | Datum            | Competitie        | Wedstrijd          | Uitslag |
| - | --------- | ---------------- | ----------------- | ------------------ | ------- |
| 1 | Split     | 17 augustus 2005 | Vriendschappelijk | Kroatië – Brazilië | 1 – 1   |
| 2 | Berlijn   | 13 juni 2006     | WK 2006           | Brazilië – Kroatië | 1 – 0   |
| 3 | São Paulo | 12 juni 2014     | WK 2014           | Brazilië − Kroatië | 3 − 1   |
| 4 | Liverpool | 3 juni 2018      | Vriendschappelijk | Kroatië – Brazilië | 0 − 2   |
| 5 | Ar Rayyan | 9 december 2022  | WK 2022           | Kroatië − Brazilië | 1 − 1   |

## Samenvatting
| Competitie        | Totaal gespeeld | Winst Brazilië | Gelijk | Winst Kroatië | Doelsaldo Brazilië – Kroatië |
| ----------------- | --------------- | -------------- | ------ | ------------- | ---------------------------- |
| WK-eindronde      | 3               | 2              | 1      | 0             | 5 − 2                        |
| Vriendschappelijk | 2               | 1              | 1      | 0             | 3 − 1                        |
| Totaal            | 5               | 3              | 2      | 0             | 8 − 3                        |

Wedstrijden bepaald door strafschoppen worden, in lijn met de FIFA, als een gelijkspel gerekend.

## Details

### Eerste ontmoeting
De eerste ontmoeting tussen de nationale voetbalploegen van Brazilië en Kroatië vond plaats op 17 augustus 2005. De vriendschappelijke wedstrijd, bijgewoond door 27.256 toeschouwers, werd gespeeld in het Poljudstadion in Split, en stond onder leiding van scheidsrechter Florian Meyer uit Duitsland. Hij deelde één gele kaart uit.
| Vriendschappelijk (Split, Kroatië, 17 augustus 2005): |                 | |
| Kroatië | 1 – 1           | Brazilië |
| Niko Kranjčar 32' | goals (assists) | 42' Ricardinho                                                                                                 |
| Zlatko Kranjčar | bondscoach      | Carlos Alberto Parreira                                                                                        |
| Tomislav Butina Darijo Srna Josip Šimunić Robert Kovač Stjepan Tomas 46' Igor Tudor Niko Kranjčar 83' Marko Babić Ivica Olić 51' Niko Kovač 87' Ivan Klasnić 78' | opstellingen    | Dida Cafú 83' Lúcio Juan Roberto Carlos Émerson 46' Ricardinho 66' Zé Roberto 75' Ronaldo 66' Kaká 75' Adriano |
| Dario Šimić 46' Eduardo da Silva 51' Stipe Pletikosa 60' Boško Balaban 78' Anthony Šerić 83' Jurica Vranješ 87'                                                  | wissels         | 46' Robinho 66' Renato 66' Juninho Pernambucano 75' Ricardo Oliveira 75' Júlio Baptista 83' Luisão             |
| | gele kaarten    | 75' Luisão |

### Tweede ontmoeting
De tweede ontmoeting tussen de nationale voetbalploegen van Brazilië en Kroatië vond plaats op 13 juni 2006. De WK-groepswedstrijd, bijgewoond door 27.000 toeschouwers, werd gespeeld in het Olympiastadion in Berlijn, en stond onder leiding van scheidsrechter Benito Archundia uit Mexico. Hij deelde één gele kaart uit.
| WK 2006 (Berlijn, Duitsland, 13 juni 2006):                                                |                 | |
| Brazilië                                                                                   | 1 – 0           | Kroatië |
| Kaká 44'                                                                                   | goals (assists) | |
| Carlos Alberto Parreira                                                                    | bondscoach      | Zlatko Kranjčar |
| Dida Cafú Lúcio Juan Emerson Roberto Carlos Adriano Kaká Ronaldo 69' Ronaldinho Zé Roberto | opstellingen    | Stipe Pletikosa Darijo Srna Josip Šimunić Robert Kovač Igor Tudor Dario Šimić Dado Babic Dado Pršo 41' Niko Kovač 56' Ivan Klasnić Niko Kranjčar |
| Robinho 69'                                                                                | wissels         | 41' Jerko Leko 56' Ivica Olić |
| Emerson 42'                                                                                | gele kaarten    | |

### Derde ontmoeting
De derde ontmoeting tussen de nationale voetbalploegen van Brazilië en Kroatië vond plaats op 12 juni 2014. Het betrof de openingswedstrijd van het Wereldkampioenschap voetbal 2014, die werd gespeeld in de Arena de São Paulo in São Paulo. De wedstrijd, bijgewoond door 62.103 toeschouwers, stond onder leiding van de Japanse scheidsrechter Yuichi Nishimura. Hij werd geassisteerd door zijn landgenoten Toru Sagara en Toshiyuki Nagi. Nishimura kreeg na afloop veel kritiek omdat hij het thuisland een omstreden strafschop toekende.
| WK 2014 (São Paulo, Brazilië, 12 juni 2014):                                                                    |                 | |
| Brazilië | 3 – 1           | Kroatië |
| Neymar 29' (Oscar) Neymar 71' (pen.) Oscar 90'                                                                  | goals (assists) | 11' (e.d.) Marcelo |
| Luiz Felipe Scolari                                                                                             | bondscoach      | Niko Kovač |
| Júlio César Dani Alves Thiago Silva David Luiz Marcelo Paulinho 63' Luiz Gustavo Hulk 68' Oscar Neymar 88' Fred | opstellingen    | Stipe Pletikosa Darijo Srna Vedran Ćorluka Dejan Lovren Šime Vrsaljko Ivan Rakitić Luka Modrić Ivan Perišić 61' Mateo Kovačić Ivica Olić 78' Nikica Jelavić |
| Hernanes 63' Bernard 68' Ramires 88'                                                                            | wissels         | 61' Marcelo Brozović 78' Ante Rebić |
| Neymar 27' Luiz Gustavo 88'                                                                                     | gele kaarten    | 65' Vedran Ćorluka 69' Dejan Lovren |

### Vierde ontmoeting
De vierde ontmoeting tussen de nationale voetbalploegen van Brazilië en Kroatië vond plaats op 9 december 2022. Het betrof de openingswedstrijd van het Wereldkampioenschap voetbal 2022, die werd gespeeld in de Education City Stadium in Doha. De wedstrijd, bijgewoond door ongeveer 44.000 toeschouwers, stond onder leiding van de Engelse scheidsrechter Michael Oliver.
| WK 2022 (Doha, Qatar, 9 december 2022):                                                                                |                 | |
| Brazilië | 1 - 1           | Kroatië |
| Neymar 105’+1' | goals (assists) | 117' Petković |
| Tite | bondscoach      | Zlatko Dalić |
| Alisson Becker Danilo Thiago Silva Éder Militão Marquinhos Casemiro Lucas Paquetá Vini Jr. Raphinha Neymar Richarlison | opstellingen    | Dominik Livaković Josip Juranović Dejan Lovren Joško Gvardiol Borna Sosa Marcelo Brozović Luka Modrić Mateo Kovačić Mario Pašalić Andrej Kramarić Ivan Perišić |
| Hernanes 63' Bernard 68' Ramires 88'                                                                                   | wissels         | 61' Marcelo Brozović 78' Ante Rebić |
| Neymar 27' Luiz Gustavo 88'                                                                                            | gele kaarten    | Marcelo Brozović Bruno Petković |

A-internationals · Selecties · CBF · Braziliaans vrouwenelftal · Olympisch elftal · Bondscoaches
1910 – 1919 · 
1920 – 1929 · 
1930 – 1939 · 
1940 – 1949 · 
1950 – 1959 · 
1960 – 1969 · 
1970 – 1979 · 
1980 – 1989 · 
1990 – 1999 · 
2000 – 2009 · 
2010 – 2019 · 
2020 – 2029
WK 1930 · 
WK 1934 · 
WK 1938 · 
WK 1950 · 
WK 1954 · 
WK 1958 · 
WK 1962 · 
WK 1966 · 
WK 1970 · 
WK 1974 · 
WK 1978 · 
WK 1982 · 
WK 1986 · 
WK 1990 · 
WK 1994 · 
WK 1998 · 
WK 2002 · 
WK 2006 · 
WK 2010 · 
WK 2014 · 
WK 2018 · 
WK 2022
OS 1952 · 
OS 1960 · 
OS 1964 · 
OS 1968 · 
OS 1972 · 
OS 1976 · 
OS 1984 · 
OS 1988 · 
OS 1996 · 
OS 2000 · 
OS 2008 · 
OS 2012 · 
OS 2016 · 
OS 2020
1914 · 
1915 · 
1916 · 
1917 · 
1918 · 
1919 · 
1920 · 
1921 · 
1922 · 
1923 · 
1924 · 
1925 · 
1926 · 
1927 · 
1928 · 
1929 · 
1930 · 
1931 · 
1932 · 
1933 · 
1934 · 
1935 · 
1936 · 
1937 · 
1938 · 
1939 · 
1940 · 
1941 · 
1942 · 
1943 · 
1944 · 
1945 · 
1946 · 
1947 · 
1948 · 
1949 · 
1950 · 
1951 · 
1952 · 
1953 · 
1954 · 
1955 · 
1956 · 
1957 · 
1958 · 
1959 · 
1960 · 
1961 · 
1962 · 
1963 · 
1964 · 
1965 · 
1966 · 
1967 · 
1968 · 
1969 · 
1970 · 
1971 · 
1972 · 
1973 · 
1974 · 
1975 · 
1976 · 
1977 · 
1978 · 
1979 · 
1980 · 
1981 · 
1982 · 
1983 · 
1984 · 
1985 · 
1986 · 
1987 · 
1988 · 
1989 · 
1990 · 
1991 · 
1992 · 
1993 · 
1994 · 
1995 · 
1996 · 
1997 · 
1998 · 
1999 · 
2000 · 
2001 · 
2002 · 
2003 · 
2004 · 
2005 · 
2006 · 
2007 · 
2008 · 
2009 · 
2010 · 
2011 · 
2012 · 
2013 · 
2014 · 
2015 · 
2016 · 
2017 · 
2018 ·
2019 ·
2020 ·
2021
Algerije ·
Andorra ·
Argentinië ·
Australië ·
België ·
Bolivia ·
Bosnië en Herzegovina ·
Bulgarije ·
Canada ·
Chili ·
China ·
Colombia ·
Congo-Kinshasa ·
Costa Rica ·
Denemarken ·
DDR ·
Duitsland ·
Ecuador ·
Egypte ·
El Salvador ·
Engeland ·
Estland ·
Finland ·
Frankrijk ·
Gabon ·
Ghana ·
Griekenland ·
Guatemala ·
Guinee ·
Haïti ·
Honduras ·
Hongarije ·
Hongkong ·
Ierland ·
IJsland ·
Irak ·
Iran ·
Israël ·
Italië ·
Ivoorkust ·
Jamaica ·
Japan ·
Joegoslavië ·
Kameroen ·
Kroatië ·
Letland ·
Litouwen ·
Luxemburg ·
Maleisië ·
Marokko ·
Mexico ·
Nederland ·
Nieuw-Zeeland ·
Nigeria ·
Noord-Ierland ·
Noord-Korea ·
Noorwegen ·
Oekraïne ·
Oman ·
Oostenrijk ·
Panama ·
Paraguay ·
Peru ·
Polen ·
Portugal ·
Qatar .
Roemenië ·
Rusland ·
Saoedi-Arabië ·
Senegal ·
Servië ·
Schotland ·
Slowakije ·
Sovjet-Unie ·
Spanje ·
Tanzania ·
Thailand ·
Tsjechië ·
Tsjecho-Slowakije ·
Tunesië ·
Turkije ·
Uruguay ·
Venezuela ·
Verenigde Arabische Emiraten ·
Verenigde Staten ·
Wales ·
Zambia ·
Zimbabwe ·
Zuid-Afrika ·
Zuid-Korea ·
Zweden ·
Zwitserland
Argentinië (1982) ·
Argentinië (2005) ·
Australië (1997) ·
Australië (2006) ·
België (2018) ·
Chili (2014) ·
China (2002) ·
Colombia (2014) ·
Costa Rica (2018) ·
Duitsland (2002) ·
Duitsland (2014) ·
Frankrijk (1998) ·
Frankrijk (2006) ·
Ghana (2006) ·
Hongarije (1954) ·
Italië (1970) ·
Italië (1982) ·
Italië (1994) ·
Japan (2006) ·
Kameroen (2014) ·
Kameroen (2022) ·
Kroatië (2006) ·
Kroatië (2014) ·
Kroatië (2022) ·
Mexico (1999) ·
Mexico (2014) ·
Mexico (2018) ·
Nederland (2014) ·
Portugal (2010) ·
Servië (2018) ·
Spanje (2013) ·
Tsjecho-Slowakije (1962, 2) ·
Turkije (2002, 1) ·
Uruguay (1950) ·
Verenigde Staten (2009, 2) ·
Zweden (1958) ·
Zwitserland (2018)
HNS · A-internationals · Selecties · Bondscoaches · Statistieken · Kroatisch vrouwenelftal · Olympisch elftal · Kroatië U21 · Kroatië U20 · Kroatië U19 · Kroatië U18 · Kroatië U17 · Kroatië U16
1940 – 1956 ·
1990 – 1999 ·
2000 – 2009 ·
2010 – 2019 ·
2020 − 2029
EK's: 1996 · 
2000 · 
2004 · 
2008 · 
2012 · 
2016 · 
2020 · 
2024
WK's: 1998 · 
2002 · 
2006 · 
2010 · 
2014 · 
2018 · 
2022
1940 · 
1941 · 
1942 · 
1943 · 
1944 · 
1945–1955 · 
1956 · 
1957–1989 · 
1990 · 
1991 · 
1992 · 
1993 · 
1994 · 
1995 · 
1996 · 
1997 · 
1998 · 
1999 · 
2000 · 
2001 · 
2002 · 
2003 · 
2004 · 
2005 · 
2006 · 
2007 · 
2008 · 
2009 · 
2010 · 
2011 · 
2012 · 
2013 ·  
2014 · 
2015 · 
2016 · 
2017 · 
2018 ·
2019 ·
2020 ·
2021 ·
2022 ·
2023
Albanië ·
Andorra ·
Argentinië ·
Armenië ·
Australië ·
Azerbeidzjan · 
België ·
Bosnië en Herzegovina ·
Brazilië ·
Bulgarije ·
Canada ·
Chili ·
China ·
Cyprus ·
Denemarken ·
Duitsland ·
Ecuador ·
Egypte ·
Engeland ·
Estland ·
Finland ·
Frankrijk ·
Georgië ·
Gibraltar ·
Griekenland ·
Hongarije ·
Hongkong ·
Ierland ·
IJsland ·
Indonesië ·
Iran ·
Israël ·
Italië ·
Jamaica ·
Japan ·
Joegoslavië ·
Jordanië ·
Kameroen · 
Kazachstan ·
Kosovo ·
Letland ·
Litouwen ·
Liechtenstein ·
Mali ·
Malta ·
Marokko · 
Mexico ·
Moldavië ·
Nederland ·
Nigeria ·
Noord-Ierland ·
Noord-Macedonië ·
Noorwegen ·
Oekraïne ·
Oostenrijk ·
Peru ·
Polen ·
Portugal ·
Qatar ·
Roemenië ·
Rusland ·
San Marino ·
Saoedi-Arabië ·
Schotland ·
Senegal · 
Servië · 
Slovenië ·
Slowakije ·
Spanje ·
Tsjechië ·
Tunesië ·
Turkije ·
Wales ·
Wit-Rusland ·
Zuid-Korea ·
Zweden ·
Zwitserland
Argentinië (2018) ·
Argentinië (2022) ·
Australië (2006) ·
België (2022) ·
Brazilië (2006) ·
Brazilië (2014) ·
Brazilië (2022) ·
Denemarken (2018) ·
Duitsland (2008) ·
Engeland (2018) ·
Engeland (2021) ·
Frankrijk (2018) ·
Ierland (2012) ·
IJsland (2018) ·
Italië (2012) ·
Japan (2006) ·
Kameroen (2014) ·
Marokko (2022, 1) ·
Marokko (2022, 2) ·
Mexico (2014) ·
Nigeria (2018) ·
Oostenrijk (2008) ·
Polen (2008) ·
Rusland (2018) ·
Schotland (2021) ·
Spanje (2012) ·
Spanje (2021) ·
Tsjechië (2016) ·
Tsjechië (2021) ·
Turkije (2008) ·
Turkije (2016)